# Champs (Aisne)
Champs é uma comuna francesa na região administrativa de Altos da França, no departamento de Aisne. Estende-se por uma área de 9,16 km². Em 2010 a comuna tinha 289 habitantes (densidade: 31,6 hab./km²).